# 広島電鉄西風新都営業課
広島電鉄広島北営業所西風新都支所（ひろしまでんてつひろしまきたえいぎょうしょせいふうしんとししょ）は、広島県広島市佐伯区石内北５丁目にある広電バス広島北営業所の支所である。

## 沿革
- 2014年11月10日 - 西風新都営業課（せいふうしんとえいぎょうか）として、これまでの西風新都地区のバス路線運用を管轄していた広島北営業課から移管し発足。
- 2023年4月11日 - 同日付の機構改正で広島北営業所（旧:広島北営業課）の支所に格下げ。

## 担当路線
花の季台・こころ団地線(62,63)
いずれの路線も中広町を経由するのはバスセンター行は午前中、西風新都方面行は午後である。土曜はバスセンター行のみが停車する。日祝日は中広町は経由せず、全便横川駅前経由である。市立大学前、リハビリセンター前には停車しない便もある。平成20年のダイヤ改正で一旦は廃止されたものの、平成29年9月19日のダイヤ改正で平日朝花の季台始発で1便、こころ西風梅苑始発で2本のみ、横川駅前行が再び復活している。深夜バスが設置される前は、平日のこころ行最終便が花の季台経由で運行されていたことがあった。前者については、後述の横川駅前発修道大学行の車両送り込みを兼ねている。
- 63/62（上り）・63-1/62-1（下り）:広島センター - ≪横川駅前 - 中広中学校前/中広町≫ - ≪高速4号線≫ - [ 市立大学前 ] - 沼田料金所前 - 大塚駅 - Aシティ中央 - 広域公園テニスコート - 花の季台
  - 市立大学前を経由する便のバスセンター行は平日午前の3本と、午後0時以降の全便・土曜日4本・日祝日3本。花の季台行は平日14本・土曜、日祝日は各3本のみとなっている。中広町経由便は土曜日は1本停車する。
- 63-9（上り）:花の季台 → 広域公園テニスコート → Aシティ中央 → 大塚駅 → 沼田料金所前 → ≪高速4号線≫ → <<中広中学校前>> → 横川駅前
  - 平日朝1本のみ運行。横川駅発修道大学行きの送り込みも兼ねている。
- 63/62（上り）・63-3/62-3（下り）:広島センター - ≪横川駅前 - 中広中学校前/中広町≫ - ≪高速4号線≫ - [ 市立大学前 ] - 沼田料金所前 - 大塚駅 - Aシティ中央 - セントラルシティ中央 - [ リハビリセンター前 ] - 伴南小学校 - こころ西風梅苑
  - 市立大学前を経由する便のバスセンター行は土曜日無しで日祝日は2本のみ。西風梅苑行は、土曜1本、日祝日は2本となっている。中広町経由便は土曜日は3本停車する。
- 63-9（上り）:こころ西風梅苑 → 伴南小学校 → セントラルシティ中央 → 広域公園テニスコート → Aシティ中央 → 大塚駅 - 沼田料金所前 → ≪高速4号線≫ → <<中広中学校前>> → 横川駅前
  - 平日朝7本のみ運行。横川駅発修道大学行きの送り込みも兼ねている。
- 63（上り）・63-4（下り）:広島センター - 横川駅前 - 中広中学校前 - ≪高速4号線≫ - [ 市立大学前 ] - 沼田料金所前 - 大塚駅 - Aシティ中央 - 広域公園テニスコート - セントラルシティ中央 - [ リハビリセンター前 ] - 伴南小学校 - こころ産業団地
  - 休日バスセンター行6本、産業団地行12本。産業団地着17時以降、発12時以前の便はない。
- 63-2/62-2（下り）:広島センター → <<横川駅前 → 中広中学校前/中広町≫ → ≪高速4号線≫ → [ 市立大学前 ] → 沼田料金所前 → 大塚駅 → Aシティ中央 → 広域公園テニスコート → セントラルシティ中央 → 枝垂桜通り → こころ展望公園入口 → こころ南中央
- 62/63（上り）:こころ南 → こころ南中央 → こころ展望公園入口 → こころ南中央 → 枝垂桜通り → セントラルシティ中央 → 広域公園テニスコート → Aシティ中央 → 大塚駅 → 沼田料金所前 → [ 市立大学前 ] → ≪高速4号線≫ → <<中広町/中広中学校前 → 横川駅前≫ → 広島センター
  - 土曜はバスセンター行き1本、こころ南行き1本、休日は、市立大学前を経由しない。平成26年11月10日よりこころ宮島展望街区経由開始。

石内線(1)
- 1（上り）・1-9（下り）:五日市駅北口 - 岡の下橋 - 地毛 - 八幡学校 - 下湯戸 - ≪石内旧道≫ - 石内学校 - 免許センター - ジ・アウトレット広島
  - 土休日のみ運行。
- 1（上り）・1-9（下り）:五日市駅北口 - 岡の下橋 - 地毛 - 八幡学校 - 下湯戸 - ≪石内旧道≫ - 石内学校 - 免許センター - 石内原田 - 修道大学キャンパス - 広域公園前駅 - 大塚駅 - 沼田料金所前 - 市立大学前
  - 平日のみ運行。
- 1-9（下り）:五日市駅北口 → 岡の下橋 → 地毛 → 八幡学校 → 下湯戸 → ≪石内旧道≫ → 石内学校 → 五月が丘公園前 → 五月が丘四丁目 → 五月が丘三丁目
  - 平日のみ運行。
- 1（上り）:五月が丘四丁目 → 五月が丘三丁目 → 五月が丘公園前 → 石内原田 → 石内学校 → ≪石内旧道≫ → 下湯戸 → 八幡学校 → 地毛 → 岡の下橋 → 五日市駅北口
  - 平日のみ運行。石内原田は五日市駅行のみ停車する。
- 1-9（下り）:五日市駅北口 → 岡の下橋 → 地毛 → 八幡学校 → 和田東 → ≪石内旧道≫ → 免許センター → 石内原田 → 修道大学キャンパス → 広域公園前駅 → 大塚駅 → 沼田料金所前 → 市立大学前
  - 平日朝1便のみ運行。

五月が丘団地・免許センター線(54,60,61)
横川駅前は通常は駅前ロータリーに入るが、平日朝の一部便については入らず、メディカルプラザ前に停車する。また五月が丘団地行は、五月が丘公園前から団地内を一周して、五月が丘団地に向かう。 平成30年5月14日よりジ・アウトレット広島・そらの北へ乗り入れ開始。それに伴い平日の西広島バイパス経由便を除き、五月が丘団地行きは廃止された。
- 61-1（下り）:広島センター → 横川駅前 → 中広中学校前 → ≪高速4号線≫ → 沼田料金所前 → 大塚駅 → 広域公園前駅 → [ 修道大学キャンパス ] → [ 五月が丘公園前 → 五月が丘四丁目 → 五月が丘三丁目 → 五月が丘公園前 ] → 免許センター
- 61（上り）:免許センター → [ 五月が丘公園前 → 五月が丘四丁目 → 五月が丘三丁目 → 五月が丘公園前 ] → [ 修道大学キャンパス ] → 広域公園前駅 → 大塚駅 → 沼田料金所前 → ≪高速4号線≫ → 中広中学校前 → 横川駅前 → 広島センター
  - 修道大学を経由しないのは、平日は、免許センター行は朝の1本と夕方17時以降、バスセンター行は午前10時台までの便で、日曜日は、両方面1本ずつ。五月が丘団地内に入らない便が平日の朝に3本ある。前までは平日と日曜日のみの運行だったが平成30年5月14日のダイヤ改正で土日祝ダイヤに統一された。
- 61-4（下り）:広島センター → 横川駅前 → 中広中学校前 → ≪高速4号線≫ → 沼田料金所前 → 大塚駅 → 広域公園前駅 → [ 修道大学キャンパス ] → [ 五月が丘公園前 → 五月が丘四丁目 → 五月が丘三丁目 → 五月が丘公園前 ] → 免許センター → ジ・アウトレット広島
- 61（上り）: ジ・アウトレット広島 → 免許センター → [ 五月が丘公園前 → 五月が丘四丁目 → 五月が丘三丁目 → 五月が丘公園前 ] → [ 修道大学キャンパス ] → 広域公園前駅 → 大塚駅 → 沼田料金所前 → ≪高速4号線≫ → 中広中学校前 → 横川駅前 → 広島センター
- 61-4（下り）:広島センター → 横川駅前 → 中広中学校前 → ≪高速4号線≫ → 沼田料金所前 → 大塚駅 → 広域公園前駅 → [ 修道大学キャンパス ] → [ 五月が丘公園前 → 五月が丘四丁目 → 五月が丘三丁目 → 五月が丘公園前 ] → 免許センター → そらの北
- 61（上り）: そらの北 → 免許センター → [ 五月が丘公園前 → 五月が丘四丁目 → 五月が丘三丁目 → 五月が丘公園前 ] → [ 修道大学キャンパス ] → 広域公園前駅 → 大塚駅 → 沼田料金所前 → ≪高速4号線≫ → 中広中学校前 → 横川駅前 → 広島センター
  - 修道大学を経由しないのは、平日は、ジ・アウトレット広島・そらの北行は夕方18時以降、バスセンター行は午前9時台までの便で、土休日は、ジ・アウトレット広島・そらの北行は夕方17時以降、バスセンター行は午前9時台までの便。五月が丘団地内に入らない便が平日の朝に4本、夕方に4本、土休日の朝に4本、夕方に5本ある。
- 横川駅前 → 中広中学校前 → ≪高速4号線≫ → 沼田料金所前 → 大塚駅 → [ 修道大学キャンパス ]
  - 平日のみ運行。 修道大学が休暇の時は通常時より減便しての運行。また、センター試験時は臨時のノンストップ便が運行される。
- 54-9（下り）:広島センター → 本通り → 袋町 → 中電前 → 市役所前 → 大手町4丁目 → 加古町 → 舟入本町 → 観音本町 → 旭橋入口 → 古江 → 田方 → 山田入口 → 五月が丘公園前 → 五月が丘四丁目 → 五月が丘三丁目
  - 夕方以降の4本のみ。

54（上り）:五月が丘四丁目 → 五月が丘三丁目 → 五月が丘公園前 → 山田入口 → 田方 → 古江 → 旭橋入口 → 観音本町 → 舟入本町 → 加古町 → 市役所前 → 中電前 → 本通り → 広島センター
- 朝一本のみ。またこの便は西広島バイパスの側道を経由する唯一の便である。

- 60（上り）:免許センター → 五月が丘団地 → 広域公園前 → 大塚駅 → 沼田料金所前 → ≪高速4号線≫ → 中広町 → 紙屋町 → 本通り → 袋町 → 中電前 → 市役所前
  - 平日朝1本のみ。

くすの木台線(64)
- 64（上り）・64-1（下り）:広島センター - 中広町 - ≪高速4号線≫ - 市立大学前 - 三菱団地 - [ 大原駅 ] - 幸の神（さいのかみ） - 久地魚切 - くすの木台
  - 大原駅はくすの木台行きのみ停車。10:00〜16:00は久地魚切 - くすの木台間でフリー乗降制を導入している。
- 64（上り）:くすの木台 - 久地魚切 - 幸の神(さいのかみ) - 三菱団地 - 市立大学前 - ≪高速4号線≫ - 中広町 - 十日市 - 紙屋町 - 本通り - 中電前 - 市役所前
  - 平日ダイヤ朝1便のみ

沼田ループ線(64,70)
- 70-5→64（左回り）・64-2→70H（右回り）:広島駅 - 八丁堀 - 紙屋町 - 十日市 - 広瀬町 - 横川駅前 - ≪新道≫ - 大宮 - 祇園大橋北 - 西原 - NHK放送所前 - 祇園出張所前 - 下古市 - 安佐南警察署前 - [ 古市小学校前 ] - 安佐南区福祉センター前 - 大町 - 相田 - 安田女子大入口 - 安小学校 - 上安 - 伴安 - 広陵学園入口 - 三菱団地入口 - 市立大学前 - ≪高速4号線≫ - 中広町 - 広島センター
  - 路線名はループ線だが、起点と終点が異なる。広島駅発が左回りで、広島センター発が右回りとなる。左回りが5便、右回りが6便の運行で、いずれも平日のみ運行。
  - 古市小学校前には、左回りのみ停車。
- 廃止され配置されていたバスは、吉田へ転属。

Jリーグ直行シャトルバス
- （有料）横川駅 - エディオンスタジアム
- （無料）臨時駐車場（枝垂桜通り）- エディオンスタジアム（バックスタンド）

## 車庫
- 西風新都営業課五月が丘車庫（2）（ボン・バスと共用）
  - 広島県広島市佐伯区五月が丘4丁目15-1
- 西風新都営業課そらの車庫（2）（ボン・バスと共用）
  - 広島県広島市佐伯区石内東1丁目15
- 西風新都営業課こころ車庫（2）
  - 広島県広島市安佐南区伴南2丁目1-25
- 西風新都営業課花の季車庫（2）
  - 広島県広島市安佐南区大塚西7丁目1-25
- 西風新都営業課市立大学車庫（2）
  - 広島県広島市安佐南区大塚東2丁目10-6
- 西風新都営業課くすの木台車庫（2）
  - 広島県広島市安佐南区沼田町大字阿戸2168-3

## 周辺
- 石内北小学校
- エディオンスタジアム
- こころの団地

## アクセス
こころ南バス停から徒歩1分
アストラムライン大塚駅から徒歩50分